# John Berg
John Berg (05 de abril de 1949-15 de dezembro de 2007) foi um ator americano.

## Vida e carreira
Ele apareceu em vários papéis na televisão, incluindo Law & Order, The Practice, Passions, The Bold and the Beautiful, House MD, Boston Legal, NCIS, Monk. Ele só tinha um crédito no cinema interpretando Romulan em Star Trek Nemesis.
Berg cometeu suicídio em sua casa. Ele tinha 58 anos de idade.

## Trabalhos
- Law & Order – Dr. Weiss (1998)
- Star Trek Nemesis – Romulan senator (2002)
- The Jamie Kennedy Experiment (2002)
- The Guardian – Robbie Gersh (2002)
- The Practice – Illitch (2002)
- Lucky (2003)
- The Handler – Alex (2003)
- Summerland – Max Winters (2004)
- The Division – Jim Miller (2004)
- Boston Legal – Judge Hober (2005)
- House MD – Dr. Prather (2005)
- Kitchen Confidential – Hot dog customer (2005)
- NCIS – General Grant (2005)
- Brothers & Sisters (2006–2007)
- Monk – Guest Alfred (2007)

### Ligações Externas
- JB The Voice – Official site
- John Berg. no IMDb.
- John Berg (em inglês) no Allmovie
- Predefinição:Memoryalpha